# Vadu Săpat (gmina)
Vadu Săpat – gmina w Rumunii, w okręgu Prahova. Obejmuje miejscowości Ghinoaica, Ungureni i Vadu Săpat. W 2011 roku liczyła 1678 mieszkańców.